# Enciclopedism

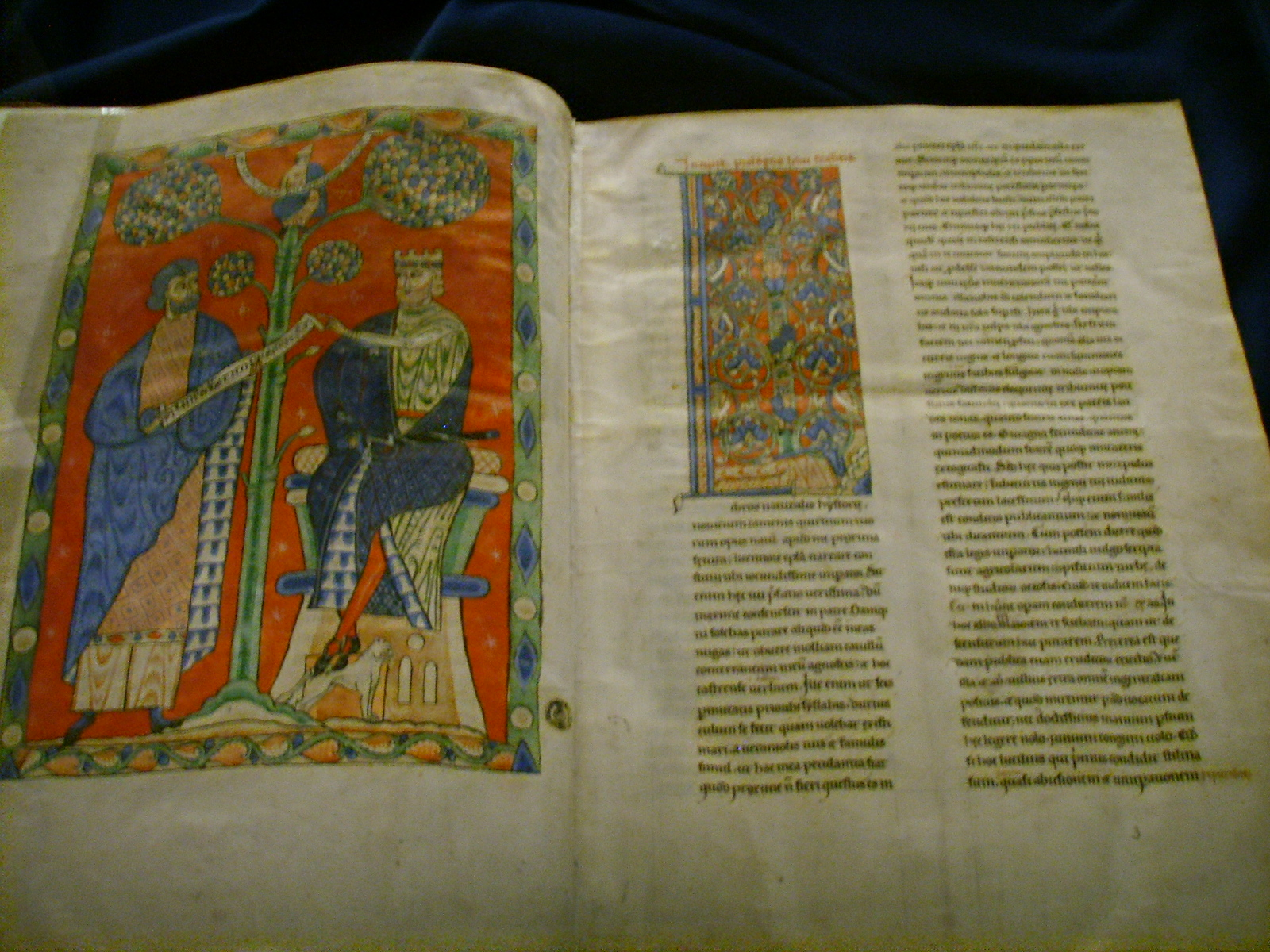
„Istoria naturală”, scrisă de Pliniu cel Bătrân în primul secol, a fost prima carte numită enciclopedie. A fost foarte apreciată în Evul Mediu. Acest manuscris bogat ilustrat a fost produs în secolul al XIII-lea.

Enciclopedismul este o perspectivă care are ca obiectiv să includă o gamă largă de cunoașteri într-o singură lucrare. Termenul acoperă atât enciclopediile, cât și genurile conexe, în care completitudinea este o caracteristică notabilă. Cuvântul enciclopedie este o latinizare a grecescului enkýklios paideía, care înseamnă educație atotcuprinzătoare. Enciclopedia este „una dintre puținele influențe generalizatoare într-o lume a supraspecializării. Servește pentru a reaminti că cunoașterea are unitate ", potrivit lui Lewis Shore, editor al Collier's Encyclopedia. Nu ar trebui să fie „un amestec, ci o concentrare, o clarificare și o sinteză”, conform scriitorului britanic H.G. Wells.
Pe lângă completitudine, scrierea enciclopedică se distinge prin lipsa unui public specific sau a unei aplicări practice. Autorul explică faptele într-un mod concis în beneficiul unui cititor care va folosi apoi informațiile într-un mod pe care scriitorul nu intenționează să îl anticipeze. Printre primele exemple de scriere enciclopedică includ discuții despre agricultură și meșteșuguri ale unor scriitori romani, precum Pliniu cel Bătrân și Varro, discuții care probabil nu pretind a fi sfaturi practice pentru agricultori sau pentru meșteri artizani.
Marea majoritate a învățăturilor clasice s-au pierdut pe perioada Evului Mediu. Acest lucru a dus îmbunătățirea stadiului lucrărilor enciclopedice care au supraviețuit, inclusiv cele ale lui Aristotel și Pliniu. Odată cu dezvoltarea tiparniței în secolul al XV-lea, gama de cunoașteri disponibile cititorilor s-a extins enorm. Scrierea enciclopedică a devenit atât o necesitate practică, ca un gen clar distins. Enciclopediștii Renașterii erau conștienți de cât de multe a pierdut modul de învățare clasică. Ei sperau să recupereze și să înregistreze cunoștințele și erau dornici să evite alte pierderi.
În forma lor modernă, enciclopediile constau în articole dispuse alfabetic, scrise de echipe de specialiști. Acest format a fost dezvoltat în secolul al XVIII-lea prin extinderea dicționarului tehnic pentru a include subiecte non-tehnice. Encyclopédie ou Dictionnaire raisonné des sciences, des arts et des métiers, o enciclopedie franceză publicată între 1751 și 1772 în Franța sub îndrumarea lui Denis Diderot și Jean d'Alembert, a fost un model pentru multe lucrări ulterioare. La fel ca enciclopediștii Renașterii, Diderot era îngrijorat de vreo posibilă distrugere a civilizației și spera ca cunoașterile selecționate să supraviețuiască.

## Principii și definiție
Enciclopedismul a fost mișcarea filosofică și pedagogică exprimată prin intermediul L'Encyclopédie ou Dictionnaire raisonné des sciences, des arts et des métiers, o enciclopedie franceză publicată între anii 1751 și 1772 în Franța sub conducerea lui Denis Diderot și Jean d'Alembert, cu care s-a urmărit realizarea marilor idealuri ale cunoașterii totale, eradicarea ignoranței și generarea prin intermediul cunoașterii a progresului științific, tehnologic și ideologic. Termenul de educație enciclopedistă nu este folosit în acest sens, ci mai degrabă pentru a înregistra multe date pe un suport de memorie, ca cele conținute în vreo enciclopedie sau în vreun manual, din repetarea fără a înțelege a vreunor texte extrase din vreo carte sau din dictarea vreunui profesor. Mintea umană este în cazul acestui mod de învățătură, ca un computer viu în al cărui rezervor, în acest caz mental, se acumulează date.

## Obiective
- Diseminarea cunoașterilor contemporane timpului său, în scopul dezvoltării sociale și economice a ființelor umane.
- Diseminarea și promovarea ideilor republicane și democratice.
- Scoaterea în evidență a viciilor ordinii existente.
- Eradicarea superstițiilor, ignoranței și tiraniei.
- Lupta pentru restabilirea libertății naturale a omului.
- Prezentarea unui ansamblu de idei menit combaterii feudalismului și absolutismului.
- Expunerea în rezumat a filosofiei Iluministe.
- Ajutarea populației spre dobândirea unei cât mai bune cunoașteri și a unui cât mai bun raționament, acesta fiind unul dintre motto-urile enciclopedismului.

## Principali gânditori
Enciclopedismul a fost o mișcare filosofico-culturală care s-a dezvoltat în Franța sub influența Iluminismului. El intenționa să catalogheze sau să compileze toate cunoașterile umane ale epocii pornind de la noi principii ale Rațiunii. Scopul enciclopedismului a fost întotdeauna diseminarea cunoașterilor, democrația cunoașterii, oferind instrumentele necesare atât în cadrul Revoluției Industriale, cât și în cadrul dezvoltarii economice.
Noile evoluții tehnice, economice și politice (separarea puterilor în Stat, de către Montesquieu, de exemplu) au condus la identificarea secolului al XVIII-lea drept „Epocă a Iluminismului”. Însuși Simón Bolívar, în America, declarat „Morala și luminile sunt primele noastre nevoi”, termenul „lumini” având sensul general al cunoașterii, educației și formării integrale a ființei umane.
Enciclopedismul s-a întruchipat în celebra Enciclopedie, promovată și editată de Diderot și D'Alembert, contribuind la redactarea ei unele dintre cele mai notabile figuri ale iluminismului, precum Voltaire, Rousseau și Montesquieu. Enciclopedia a constat într-o colectivă reunire a 28 de volume, și care a început a fi publicată în 1751, conținând cunoașteri relative la științe, arte și meserii, precum și soluții la problemele care afectau societatea nobilă și burgheză. Scopul său concret a fost acela de a ilumina generațiile viitoare, spre a le face mai fericite, iar pentru asta, au fost colectate toate datele pe care le furniza filosofia și cercetările științifice ale Iluminismului.
Autorii Enciclopediei au văzut-o ca pe un instrument de distrugere a superstițiilor și ca pe un real acces al populației la cunoașterile umane. În Franța Vechiului regim, totuși, a provocat o izbucnire de controverse, cauzate de intoleranțe religioase. Enciclopedia lăuda gânditorii protestanți ai Reformei și contesta dogmele Bisericii Catolice. Cartea a fost în totalitate interzisă, dar având simpatizanți în rândurile clasei nobile, lucrările de editare au continuat și fiecare ulterior volum a fost livrat în mod clandestin abonaților săi.
Enciclopedia a devenit reprezentarea completă a spiritului luminat, când elaborarea sa a fost suspendată și întârziată din cauza războiului acerb pe care i l-au declarat mijloacele oficiale și ecleziastice. Diderot și D`Alembert au fost directorii enciclopediei și s-a primit colaborarea majorității filosofilor francezi ai vremii, precum poligraful Jaucourt și juristconsultul Borchert D Argis, însărcinat cu redactarea enciclopediei.